# BD1031
BD1031 o (R)-2-[2-(3,4-dichlorophenyl)ethyl]octahydropyrrolo[1,2-a]pyrazine es un agonista selectivo del receptor sigma, con una afinidad de unión informada de Ki = 1 ± 0.2 nM para el receptor sigma-1 y selectividad 80 veces superior al receptor sigma-2. El enantiómero de BD1031 se conoce como BD1018.
De acuerdo con otros agonistas, del receptor sigma previamente estudiados, BD1031 aumenta la toxicidad conductual de la cocaína en ratones Swiss Webster.